# Període boreal
En paleoclimatologia, el període boreal és la primera etapa de l'Holocè dins la seqüència del nord d'Europa del Sistema Blytt-Sernander. S'estén entre el 9000 i el 7500 aC. El període boreal també s'identifica per la seva característica zona de pol·len. Aquest període va ser precedit pel període Dryas recent, la darrera fase freda del Plistocè, i va ser seguit pel període Atlàntic, que era un període més càlid i humit que el clima europeu actual.

## Subdivisió del període boreal
Afinat el Sistema Blytt-Sernander, el primer estadi del període boreal es va dividir en una fase de transició preboreal seguida del boreal pròpiament dit. En alguns esquemes actuals basats en les zones de pol·len també es diferencia entre un pre-boreal (zona de pol·len IV), un boreal primerenc (zona de pol·len V) i un boreal tardà (zona de pol·len VIa, b i c).

## Datació

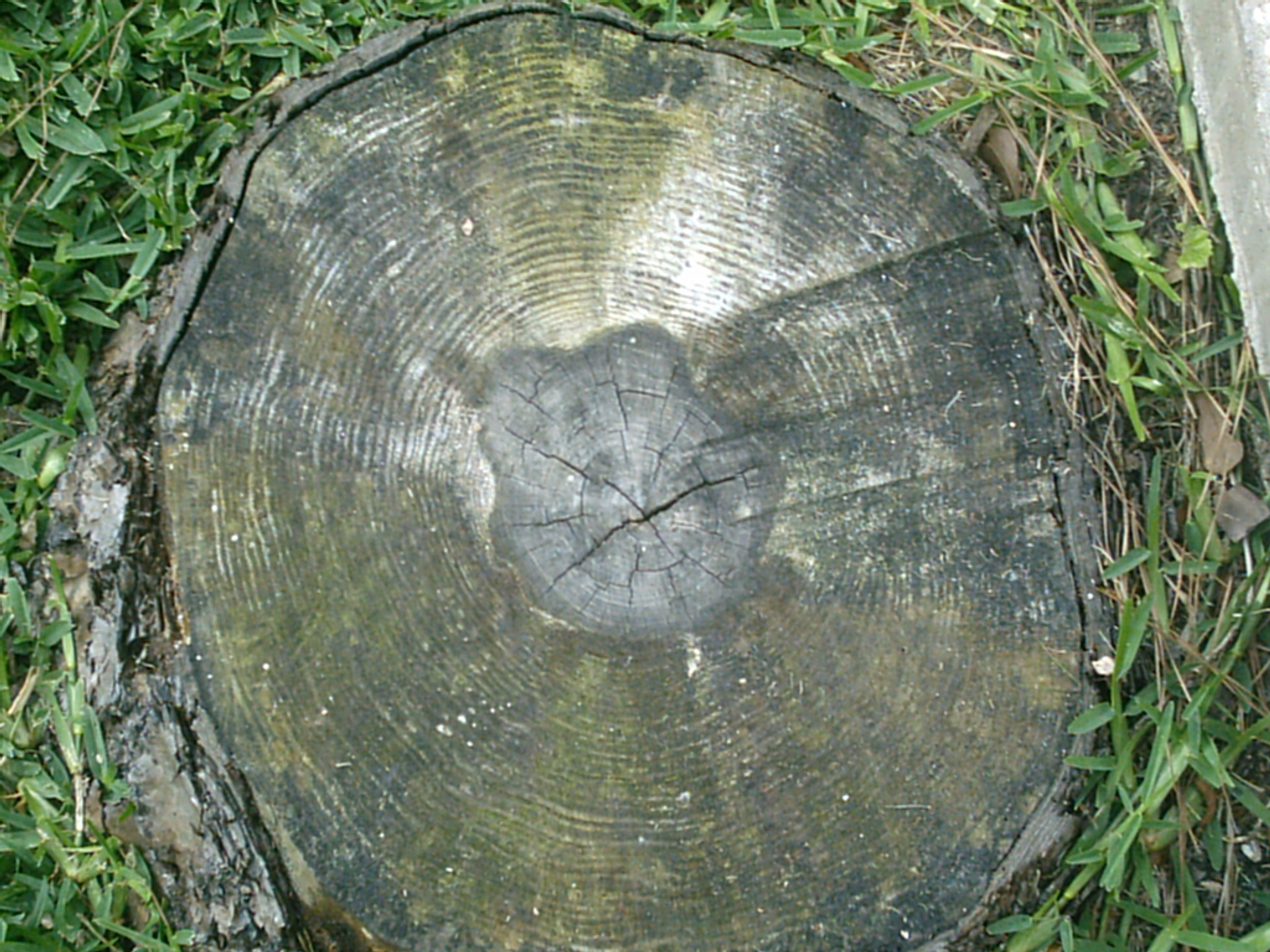
Anells en un pi

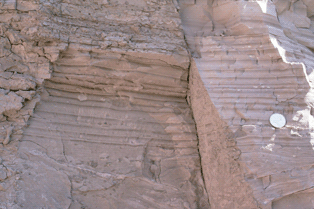
Varves

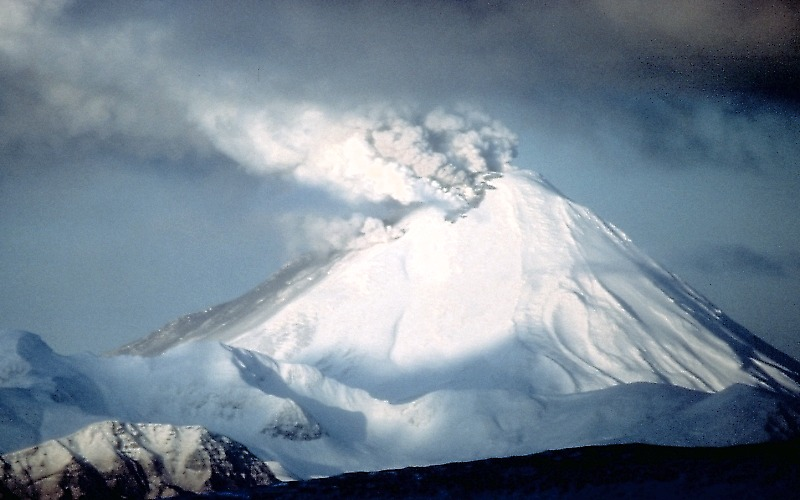
Distribució de la tefra

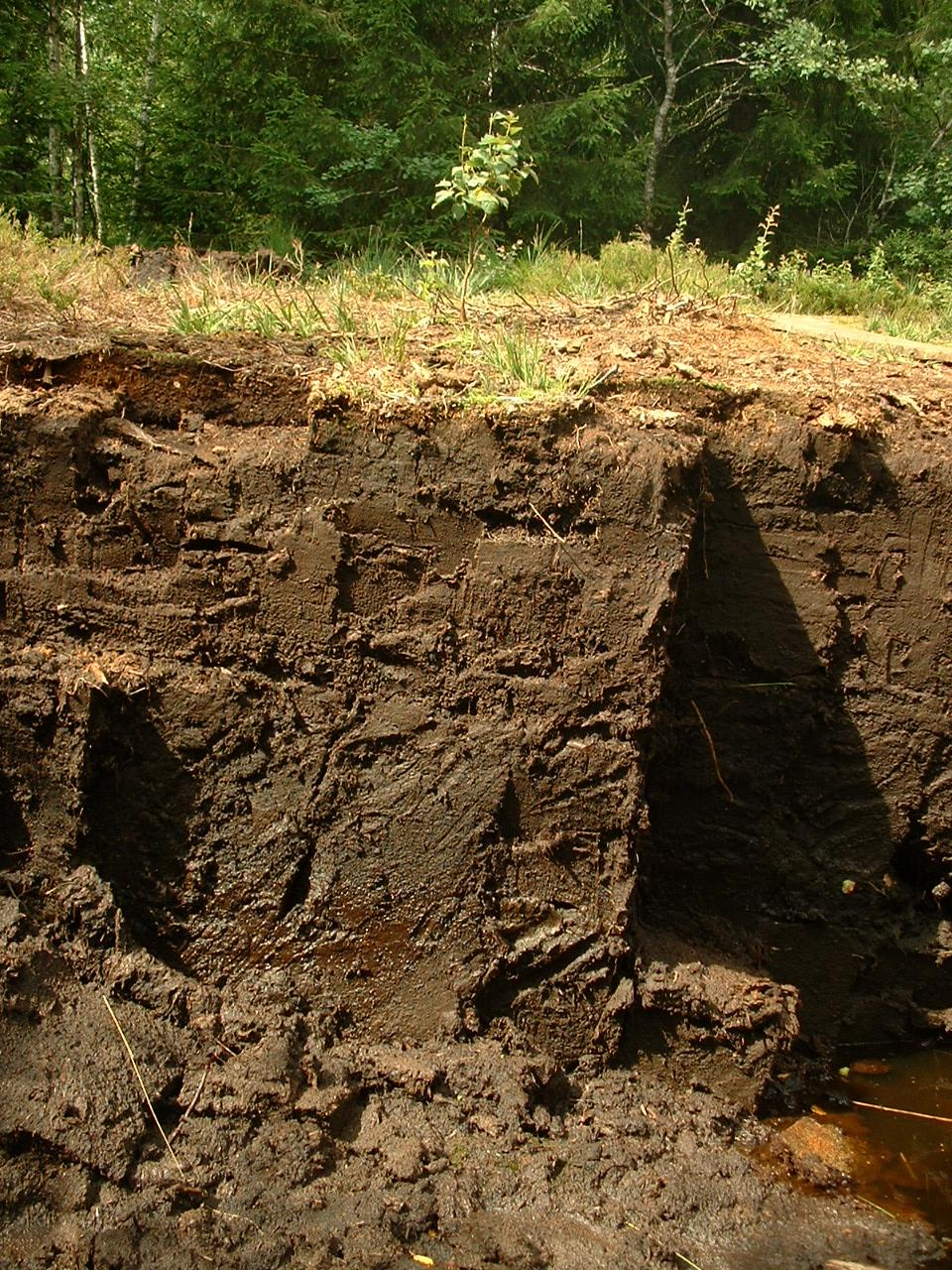
Torba

La data generalment acceptada per al final del Dryas recent i l'inici del preboreal és de fa uns 11500. L'inici del període és relativament sobtat, definit per una pujada de temperatura de 7 °C en només 50 anys. La data es basa en els nuclis de gel perforats a Groenlàndia, els quals donen fa uns 11.640 per al Dryas recent tardà i fa uns 11.400 per al preboreal primerenc. Tanmateix altres estimacions fetes per varva o dendrocronologia proporcionen dates que varien en fins a 1.000 anys. La tefra de Saksunarvatn (una capa de cendra volcànica dipositada) es data en el gel de Groenlàndia en fa uns 10180±60; en dipòsits lacustres de Krakenes a Noruega s'han calibrat com de fa uns 10010–9980 anys; en llacs d'Alemanya del nord-est en 10090 ae. L'estudi de les torberes del nord-oest de Rússia són la base per a la divisió del preboreal (PB) en PB-1, fa uns 10000-9800 anys, i PB-2, fa uns 9800–9300 anys sense calibrar.

## Descripció

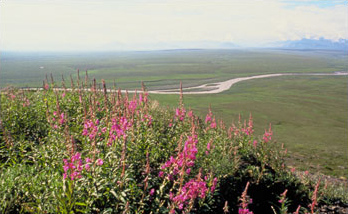
Tundra

Abans del preboreal, Euràsia es trobava en el període fred del Dryas recent i gairebé tota era dins d'una contínua banda de tundra, incloent-hi regions amb taigà. Hi havia un gran nombre d'herbívors. Amb el preboreal s'inicià una abrupta pujada de les temperatures que canvià l'ecosistema. Els boscos substituïren els paisatges herbacis oberts i hi va haver un canvi de fauna; la fauna antiga persistí durant un cert temps, però, a Àsia central. El nivell del mar s'alçà i aïllà, per exemple, Irlanda, la qual, al principi del boreal, va experimentar un empobriment de la seva fauna i flora. La Gran Bretanya, en canvi, va restar aïllada al final del boreal. Els humans es van adaptar al canvi migrant cap a l'est, seguint el desplaçament dels grans mamífers, o restant com a caçadors-recol·lectors dels boscos o pescadors de les zones aquàtiques interiors o marines. A Amèrica aquesta va ser la fase paleoíndia.

## Flora

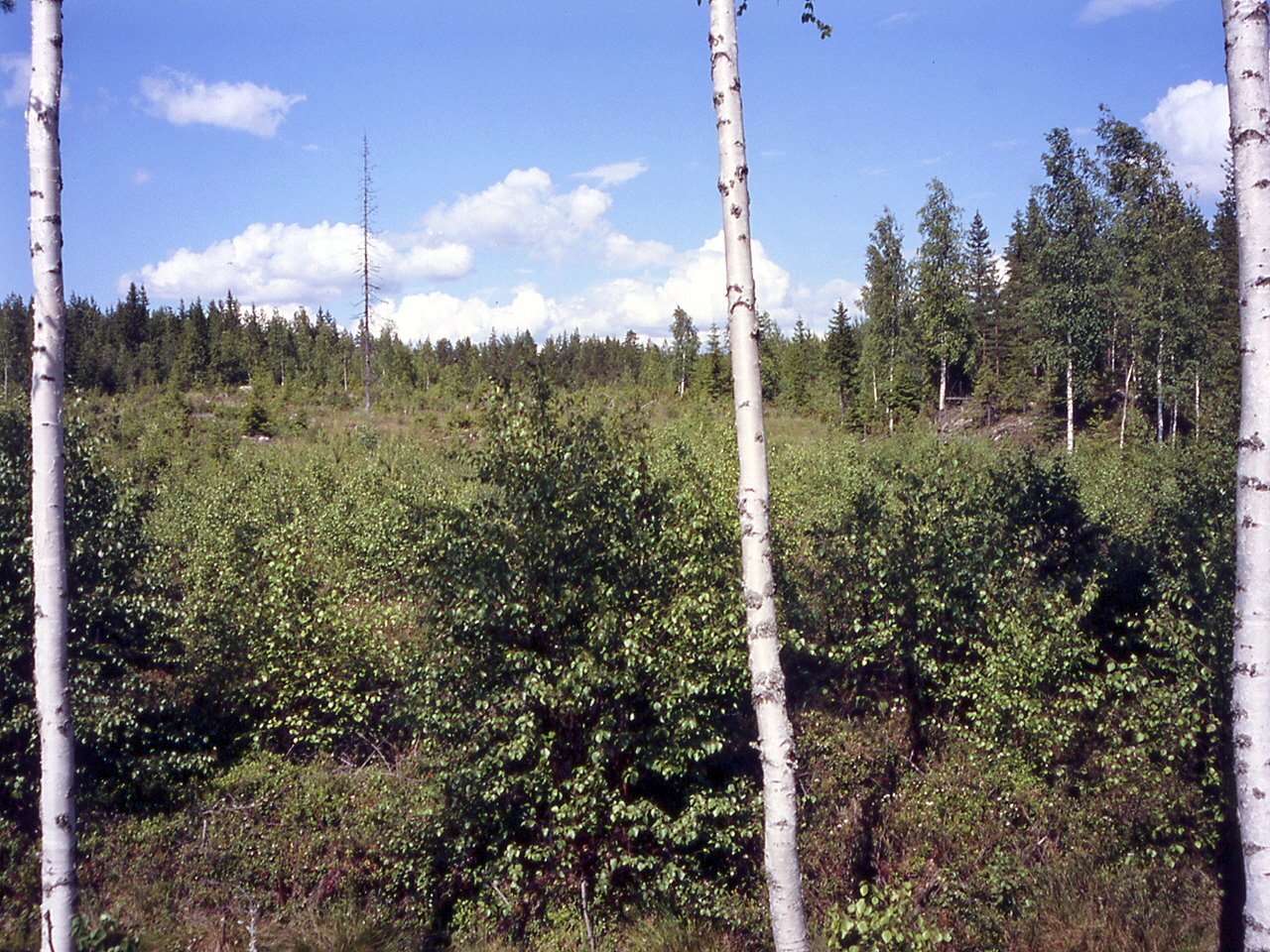
Bosc de bedolls prop de Ruovesi, Finlàndia

Durant la zona de pol·len preboreal zona IV, grans quantitats de pol·len d'arbres substituïren el pol·len herbaci de la tundra. Entre aquests hi havia els bedolls Betula pubescens i Betula pendula, acompanyats per la servera, Sorbus aucuparia, i el pollancre, Populus tremula. Especialment sensibles a la pujada de les temperatures i ràpidament desplaçats cap al nord, van ser els ginebres Juniperus nana i J. communis, substituïts pels pins. En la ja més càlida zona de pol·len zona V, Corylus avellana i els pins s'expandiren. En el boreal tardà s'estengueren els caducifolis com els roures. Pins, bedolls i avellaners es reduïren en favor dels gèneres Quercus, Ulmus, Tilia i Alnus. En els aiguamolls predominava Typha latifolia.

## Fauna

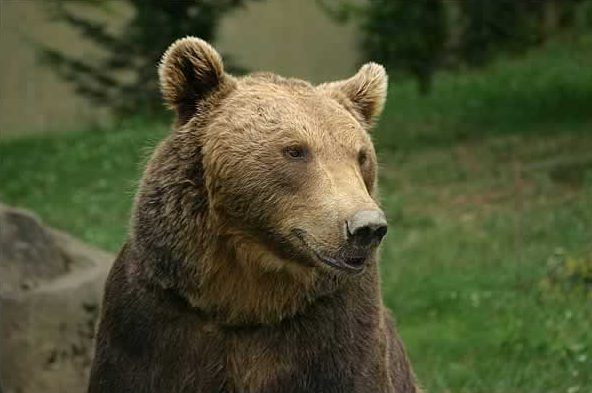
Os bru als Pirineus

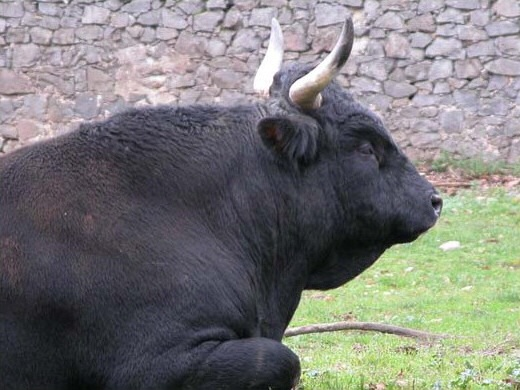
Ur reconstruït

Des de refugis de fauna de l'actual estat italià, espanyol i els Balcans el nou bosc del nord d'Europa es poblà d'animals com la tortuga Emys orbicularis. Els ungulats del bosc enclouen Cervidae com Cervus elaphus, Capreolus capreolus, Alces alces, Sus scrofai Bos primigenius (ur). Els depredadors inclouen: Canis lupus, Ursus arctos, Lynx lynx i Felis sylvestris. A les aigües interiors vivien, entre altres: Castor fiber, Lutra lutra i peixos com ara Esox lucius i Siluris glanis.

## Humans
El preboreal-boreal a Europa va ser l'època de transició entre el Paleolític i el Mesolític.